# الشابطة
قرية الشابطة هي قرية سعودية تقع في محافظة أبي عريش التابعة لمنطقة جازان جنوب غربي السعودية يسكنها قبيلة آل فلوس فخذ من فخوذ قبيلة المسارحة.

## نبذة
تقع القرية جنوب محافظة أبو عريش حيث تبعد عنها تسعة كيلومترات تقريباً، ويحدها شمالاً قرية السادلية وشرقاً قرية الخراشة وغرباً القوابير ومبترية وجنوباً وادي مقاب وكعلول. تحيط بها أراضي زراعية حيث تتم زراعتها موسمياً مع هطول الأمطار في فصل الخريف الموافق لشهر أغسطس. ينتمي أغلب سكان القرية إلى قبيلة «آل الفلوس».